# John Morris (Drehbuchautor)
John Morris ist ein US-amerikanischer Drehbuchautor und Filmproduzent.

## Leben
Morris arbeitet eng mit dem Regisseur und Drehbuchautor Sean Anders zusammen, welchen er bereits seit der Kindheit kennt. Ihr erstes gemeinsames Projekt war der Independent-Film Never Been Thawed (2005), in welchem Morris auch die Filmmusik und eine Schauspielrolle übernahm.

## Filmografie
Als Drehbuchautor
- 2005: Never Been Thawed
- 2007: Playing Chicken
- 2008: Spritztour (Sex Drive)
- 2010: Zu scharf um wahr zu sein (She’s Out of My League)
- 2010: Hot Tub – Der Whirlpool … ist ’ne verdammte Zeitmaschine! (Hot Tub Time Machine)
- 2011: Mr. Poppers Pinguine (Mr. Popper’s Penguins)
- 2013: Wir sind die Millers (We’re the Millers)
- 2014: Dumm und Dümmehr (Dumb and Dumber To)
- 2014: Kill the Boss 2 (Horrible Bosses 2)
- 2015: Daddy’s Home – Ein Vater zu viel (Daddy’s Home)
- 2017: Daddy’s Home 2 – Mehr Väter, mehr Probleme! (Daddy’s Home 2)
- 2018: Plötzlich Familie (Instant Family)
- 2022: Spirited

Als Produzent
- 2007: Playing Chicken
- 2008: Spritztour (Sex Drive)
- 2010: Hot Tub – Der Whirlpool … ist ’ne verdammte Zeitmaschine! (Hot Tub Time Machine)
- 2012: Der Chaos-Dad (That’s My Boy)
- 2014: Kill the Boss 2 (Horrible Bosses 2)
- 2015: Daddy’s Home – Ein Vater zu viel (Daddy’s Home)
- 2017: Daddy’s Home 2 – Mehr Väter, mehr Probleme! (Daddy’s Home 2)
- 2018: Plötzlich Familie (Instant Family)
- 2022: Spirited